# Ochrodota tessellata
Ochrodota tessellata là một loài bướm đêm thuộc phân họ Arctiinae, họ Erebidae.